# Giovanni I Malatesta de Sogliano
Giovanni I Malatesta de Sogliano (Sogliano, s. XIII) va ser un noble i condottiero italià, membre de la família Malatesta i senyor del castell de Sogliano.
Parent dels Malatesta de Rímini i creador de la branca de la casa de Sogliano. Els seus orígens no estan clars, segons Tonini hauria estat germà de Malatesta da Verucchio, basant-se en fonts que diuen que ambdós germans van marxar de Penna per anar l'un a Verucchio i l'altre a Sogliano; i que també tant Pius II com un anònim de 1295 els esmenten com germans. Tanmateix, altres autors han cregut que era Giovanni di Ramberto, que hauria estat fill de Giovanni i net de Malatesta, avantpassat epònim de la dinastia, d'acord amb altres fonts, com, per exemple, una escriptura de 1305, on apareixen els seus tres fills i d'ell es diu que va ser fill de Ramberto de Sogliano.
Pel que sembla, amb avançada edat va accedir a la senyoria de Sogliano, però després de 1278 no es tenen notícies d'ell o d'altres membres de la seva família que utilitzin aquesta intitulació, tot i que Tonini, seguint la seva teoria, creu que va morir l'any 1299, quan s'esmenten els seus hereus. Va ser membre de la facció gibel·lina, probablement a causa del seu matrimoni amb una membre de la família Della Faggiuola, cosa que el va enfrontar als seus parents de Rímini, que eren güelfs. Segons Litta, va ser cavaller i nomenat podestà de Forlì el 14 de gener de 1276, quan va subscriure un compromís amb l'arquebisbe de Ravenna per tal de trobar a la pau entre les diferents faccions a la regió de la Romanya, però la promesa va durar poc, atès que l'any següent els bàndols es van dividir encara més, i la pau no va arribar fins al 28 de març de 1290, i a pesar d'això sempre va oposar-se a Malatesta da Verucchio. Després de 1295 no es tenen més notícies d'ell, però Litta situa la seva mort, basant-se en altres documents, el 20 de setembre de 1299.
Es desconeix qui va ser la seva esposa, encara que se la suposa membre de la casa Della Faggiuola, de la branca que va originar els comtes de Carpegna i els de Montefeltro. Del seu matrimoni en van néixer tres fills: Ramberto, Guglielmo i Malatestino, a partir dels quals la línia genealògica descendent d'aquesta branca dels Malatesta és clara.